# Gösslunda församling
Gösslunda församling var en församling i Skara stift och i Lidköpings kommun. Församlingen uppgick 2002 i Sunnersbergs församling. 

## Administrativ historik
Församlingen har medeltida ursprung. 
Församlingen var till 2002 annexförsamling i pastoratet Sunnersberg, Gösslunda och Strö som även omfattade från 1 maj 1933 Rackeby församling och Skalunda församling och från 1962 Otterstads församling. Församlingen uppgick 2002 i Sunnersbergs församling.

## Kyrkor
- Gösslunda kyrka